# Schloss Wartholz
Schloss Wartholz är ett slott i Österrike.   Det ligger i distriktet Neunkirchen och förbundslandet Niederösterreich, i den östra delen av landet, 70 km sydväst om huvudstaden Wien. Schloss Wartholz ligger 484 meter över havet.
Terrängen runt Schloss Wartholz är kuperad åt sydost, men åt nordväst är den bergig. Schloss Wartholz ligger nere i en dal. Närmaste större samhälle är Gloggnitz, 8,4 km öster om Schloss Wartholz. 
I omgivningarna runt Schloss Wartholz växer i huvudsak blandskog. Runt Schloss Wartholz är det ganska tätbefolkat, med 75 invånare per kvadratkilometer.